# Bandiere con la Croce del Sud
Le bandiere con la Croce del Sud sono diffuse in Oceania e America meridionale e raffigurano l'omonima costellazione (Crux australis). Tale costellazione domina le notti dell'emisfero australe, e viene perciò adottata per simboleggiarne i popoli e le nazioni. È inoltre rappresentata sugli stemmi di molte regioni ed entità subnazionali. Anche lo stendardo del Brasile, che raffigura l'intera volta celeste, appare incentrato sulla Croce del Sud (Cruzeiro do Sul). Il maggior numero di bandiere con la Croce del Sud si trova comunque in Oceania.

## Bandiere con la Croce del Sud

### Bandiere nazionali dell'Oceania

Bandiera dell'Australia
Bandiera della Nuova Zelanda
Bandiera della Papua Nuova Guinea
Bandiera di Samoa

### Bandiere non nazionali dell'Oceania

Bandiera della Grande Melbourne
Bandiera delle Isole Cocos e Keeling
Bandiera dell'Isola di Natale
Bandiera di Niue
Bandiera del Nuovo Galles del Sud
Bandiera del Territorio della Capitale Australiana
Bandiera del Territorio del Nord
Bandiera di Tokelau
Bandiera del Victoria

### Altre bandiere australiane

Bandiera dell'Australasian Anti-Transportation League
Bandiera dell'aviazione civile australiana
Bandiera dell'Australian Customs Service (1988-2015)
Bandiera Eureka
Bandiera della Federazione australiana (1831-1901)
Bandiera nazionale coloniale (1823-1824)
Red Ensign australiana
Bandiera della Royal Australian Air Force
Bandiera della Royal Australian Navy
Bandiera del governatore del Victoria

### Altre bandiere neozelandesi

Bandiera dell'aviazione civile neozelandese
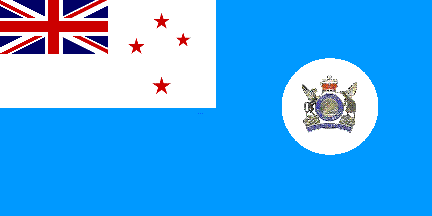
Bandiera storica del ministero dei trasporti neozelandese (1968-1998)
Bandiera storica del governatore della Nuova Zelanda (1869-1874)
Red Ensign neozelandese
Bandiera della Royal New Zealand Navy

### Bandiere nazionali sudamericane

Bandiera del Brasile

### Bandiere non nazionali sudamericane

Bandiera di Goiás
Bandiera delle Magellane e dell'Antartide Cilena
Bandiera di Londrina
Bandiera di Paraná
Bandiera della Provincia di Terra del Fuoco, Antartide e Isole dell'Atlantico del Sud

### Bandiere varie

Bandiera del Mercosur
Bandiera proposta per la dipendenza di Ross